# Crocidura erica
Crocidura erica es una especie de musaraña de la familia de los sorícidos.

## Distribución geográfica
Se encuentran en Angola.

## Estado de conservación
Su principal problema es lo restringido de su área de distribución.